# Leucophora apivora
Leucophora apivora este o specie de muște din genul Leucophora, familia Anthomyiidae. A fost descrisă pentru prima dată de Aldrich în anul 1919. Conform Catalogue of Life specia Leucophora apivora nu are subspecii cunoscute.